# Theo Dersjant
Theo Dersjant (1957) is een Nederlandse (media)journalist en docent aan de Fontys Hogeschool Journalistiek. Ook is hij jurylid bij de European Newspaper Awards en bij de Prijs voor de dapperste hoofdredacteur. Hij is mede-oprichter van het Forum for European Journalism Students (FEJS) en stond aan de wieg van het huidige Villa Media. In het verleden werkte Dersjant voor De Morgen, De Gooi- en Eemlander en De Journalist. Als freelancer droeg hij bij aan het VARA-programma De Leugen Regeert.